# Adam František Kollár
 (décembre 2020).
Si vous disposez d'ouvrages ou d'articles de référence ou si vous connaissez des sites web de qualité traitant du thème abordé ici, merci de compléter l'article en donnant les références utiles à sa vérifiabilité et en les liant à la section « Notes et références ».
Pour les articles homonymes, voir Kollár.
Adam František Kollár (1718-1783) ou Adam Franz Kollár dans les sources plus anciennes, est un historien, ethnologue, de petite noblesse slovaque. Il fut conseiller de la cour royale et impériale et chef de la bibliothèque royale et impériale de Vienne. Il fut également défenseur influent de l'impératrice Marie-Thérèse et des politiques centralisatrices à l'encontre de la noblesse hongroise. Ses positions sur le rôle de l'impératrice Marie-Thérèse en tant que chef apostolique en 1772 dans le Royaume de Hongrie ont été utilisées comme argument à l'appui des annexions ultérieures des Habsbourg de la Galicie et de la Dalmatie. Kollár est également crédité de l'invention du terme ethnologie et de sa première définition en 1783. Certains auteurs voient en lui l'un des premiers militants pro-slovaques, pro-slave, et pan-slave dans la monarchie des Habsbourg.